# Катарина Зец
Катарина Зец (Сремска Митровица, 19. март 1997) српска је кошаркашица која игра на позицији бека. Игра за репрезентацију Србије.

## Каријера
Рођена је у Сремској Митровици. Игра на позицији бека. 
У Србији је наступала за београдску Црвену звезду, до сезоне 2015/16, и са којом је освојила Куп Србије. Касније је играла у Сједињеним Америчким Државама за екипу УТЕП, Тексас универзитет Ел Пасо. Потом се вратила у Србију, и у сезони 2020/21, наступала за ЖКК Арт Баскет.
У сезони 2021/22. потписала је уговор за шпански тим Араски АЕС.
У сезони 2022/23.  наступа за пољски тим АЗС УМЦС Лублин са којом исписује историју освојивши титулу првака Пољске.
Играла је за млађе категорије селекције Србије. Касније је постала део сениорске репрезентације Србије. Уврштена је у састав репрезентације Србије за Светско првенство 2022. године у Аустралији.